# Ars Electronica Center
48°18′33″N 14°17′03″Ø / 48.30917°N 14.28417°Ø
Ars Electronica Center er et center for elektronisk kunst i Linz i delstaten Oberösterreich i Østrig. Centeret drives af Ars Electronica og er også kendt som "Museet for fremtiden".
Centeret er en vigtig attraktion i Linz, og det besøges årligt af mere end 10.000 besøgende. Her har gæsterne mulighed for at afprøve interaktive installationer eller besøge en virtuel 3D-verden. Hvert år uddeles i centeret priser for fremragende computerkunst ved prisuddelingen Prix Ars Electronica. 
Ars Electronica Center viser den digitale interaktions verden. Det tematiseres, hvordan informations- og kommunikationsteknologi forandrer nutidens liv, fra arbejde over kunst til fritiden.
Museet består af fem etager og alle elementer benyttes til at udtrykke den digitale verden. Elevatorerne er således ikke blot transportmidler men fungerer som medierum, hvor projektioner, der er nøje afstemt med elevatorens bevægeler, åbner for overraskende perspektiver og indblik.
På cyberetagen mellem stuen og 1. etage afprøves drømmen om at flyve. Her tager flysimulatoren "Humphrey II" den besøgene med på en flyvetur gennem virtuelle verdener. Den besøgene kan styre flyet med sine arme, og midt i denne force-feedback simuleres fysiske kræfter. Den anvendte Grafik Engine er lånt fra spillet Unreal Tournament.
I kælderen træder den besøgene ind i den "virtuelle realitet" – en verden mellem videnskabelig simulering og computerspil. I "Cave" (Cave Automatic Virtual Environment) kan man dykke ned i virtuelle verdener med forskellige temaer.
På 1. og 2. etage kan den besøgende afprøve de udstillede genstande, f.eks. musikflasker fyldt med forskellig musik eller omdanne talte ord til kunst i form af symboler og farver.
Museet byder endvidere på skiftende udstillinger med relation til elektronik og kunst, ligesom der også er et fremtidsværksted, hvor man kan afprøve og udforske nye cyberarts technologies.